# Дизелевоз
Дизелевоз — подземный локомотив, оснащенный дизельным двигателем, снабженный специальными катализаторами и фильтрами для очистки выхлопных газов от окиси углерода и токсических продуктов сгорания рабочей смеси, предназначенный для рельсовой транспортировки людей и грузов в шахтах, а также при строительстве метрополитенов.

## Основные сведения
Впервые дизелевозы применены на горных выработках в начале XX века. Как правило, на дизелевозах применяется четырёхтактный дизельный двигатель с водяным охлаждением. Применяется механическая или (при большой мощности дизелевоза) гидромеханическая коробка передач, позволяющая регулировать скорость перемещения от 3 до 14 км/час.
Дизелевоз состоит из рамы, механической части, дизельного двигателя, механической или гидравлической коробки передач, системы охлаждения дизеля, устройства для очищения выхлопных газов. Запуск дизельного двигателя производится от пневматических или гидравлических пусковых двигателей. Дизельный двигатель работает на дизельном топливе с пониженным содержанием серы. Производится такая регулировка топливной аппаратуры, при которой происходит полное сгорание дизельного топлива в цилиндрах. Ширина колеи дизелевоза — 750 или 900 мм.
Дизелевозы выгодно отличаются от аккумуляторных электровозов большей мощностью, что позволяет перемешать составы на значительных уклонах.
Несмотря на установленные системы очистки выхлопных газов, дизелевозы всё равно загрязняют атмосферу шахты и требуют дополнительной подачи свежего воздуха из расчёта 2 кубометра в минуту на 1 л. с. мощности.
Дизелевозы широко применяются на шахтах в Великобритании, Бельгии, России («Воркутауголь», «Южкузбассуголь»).
Кроме дизелевозов традиционной схемы с опорой колёсных пар на рельсовый путь, имеются дизелевозы подвесные монорельсовые, с прижимом фрикционных колес к монорельсу, а также напочвенные реечные (зубчатые), с опорой зубчатого колеса на рейкун.
Требования к дизелевозам нормированы документом «СТ СЭВ 4387-83 Дизелевозы подземные. Технические требования».
Дизелевозы не следует путать с тепловозами. Основные отличия: дизелевоз применяется в стеснённых условиях горных выработок и поэтому жёстко ограничен в габаритах, ввиду использования в замкнутом пространстве на дизелевозе установлена система по очистке выхлопных газов.

## Производители дизелевозов
- Becker (Германия)
- SMT Scharf (Германия)
- CzMT (Чехия)
- Ferrit (Чехия)
- Bevex (Кузбасс)
- Александровский машиностроительный завод (Пермь)[7]
- Дружковский машиностроительный завод (Дружковка)[8]